# Château Couhins

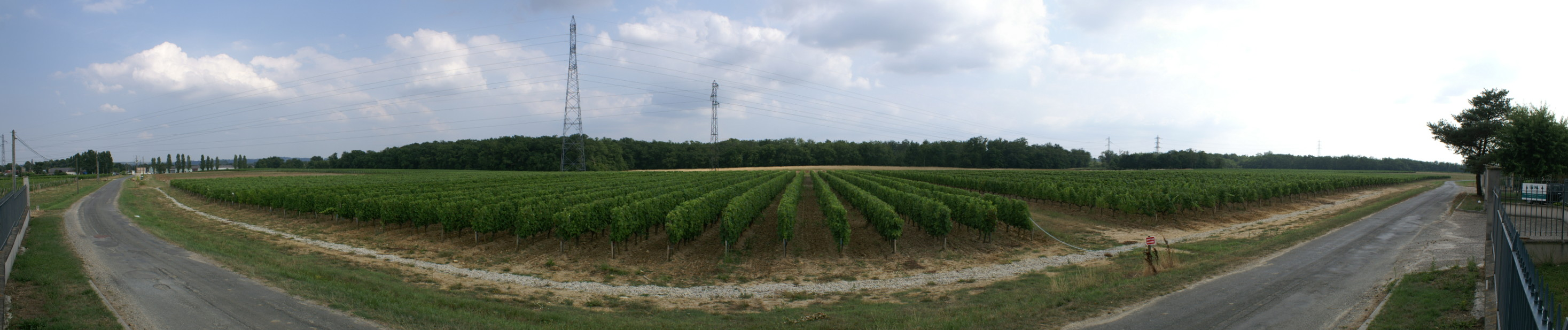
Panorama winnic produkujących Château Couhins

Château Couhins – francuskie wino produkowane w regionie Pessac-Léognan. Wino Château Couhins jest klasyfikowane jako białe wino wytrawne. Winiarnie produkujące wino są usytuowane blisko miasta Bordeaux, mieszczą w komunie Villenave-d’Ornon.
Winiarnie produkujące Château Couhins, wytwarzają także wino czerwone sprzedawane pod nazwą La Dame de Couhins a także niższej jakości wina białe i czerwone wypuszczone na rynek pod etykietą, Couhins La Gravette.

## Historia
Rejon na którym produkowane jest wino przez długie lata należał do rodzin Gasqueton oraz Hanappier. W 1968 roku tereny te stały się częścią Institut National de la Recherche Agronomique, wówczas rozpoczęła się także produkcja wina Château Couhins.
Niewielka część rejonu została sprzedana Andre Lurtonowi, który od tego czasu sprzedaje wino pod nazwą, Château Couhins-Lurton.

## Produkcja
Winnice w rejonie są podzielone na 7 hektarów winogron białych głównie szczepu sauvignon blanc oraz 15 hektarów na których uprawia się czerwone winogrona merlot, cabernet sauvignon oraz cabernet franc.
Rocznie winnice produkują 20 000 butelek wina białego oraz 30 000 wina czerwonego. Oprócz tego produkuje się 8000 butelek wina białego i 30 000 butelek wina czerwonego Couhins La Gravette, a także 5000 butelek wina La Dame de Couhins.